# John Hardy Steele

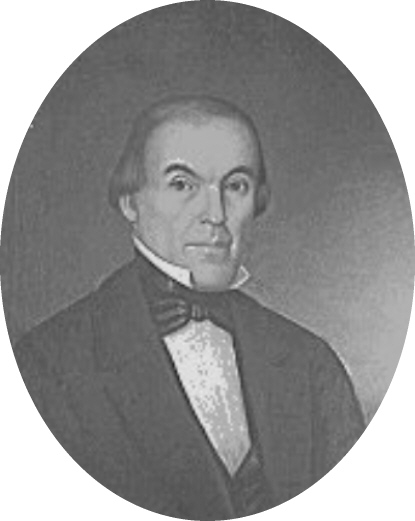
John Hardy Steele

John Hardy Steele (* 4. Januar 1789 in Salisbury, North Carolina; † 3. Juli 1865 in Peterborough, New Hampshire) war ein US-amerikanischer Politiker und von 1844 bis 1846 Gouverneur des Bundesstaates New Hampshire.

## Frühe Jahre und politischer Aufstieg
Nach dem frühen Tod seiner Eltern wuchs John Steele als Vollwaise auf. Er verließ vorzeitig die Schule, um Geld zu verdienen. Zunächst war er mit der Herstellung von Windsor-Stühlen, kleinen Pferdekutschen und Sulkys beschäftigt. Ein Kutschenbauer namens Nathaniel Morrison nahm ihn im Jahr 1811 mit nach New Hampshire. Dort absolvierte Steele eine Lehre als Schlosser. Dann baute er eine Baumwollspinnerei für eine Textilfabrik. Später entwickelte er die erste mit Maschinenkraft betriebene Spinnerei in New Hampshire.
Steele war Mitglied der Demokratischen Partei. Im Jahr 1829 wurde er in das Repräsentantenhaus von New Hampshire gewählt, 1830 gehörte er dem Beraterstab von Gouverneur Matthew Harvey an. Zwischen 1830 und 1838 war er Leiter der Bürgerversammlung seiner Heimatstadt Peterborough. Im Jahr 1842 unternahm er eine Reise nach England und Irland, wo er sich auf den neuesten Stand der damaligen Maschinentechnik bringen ließ.

## Gouverneur von New Hampshire
1844 wurde Steele zum neuen Gouverneur seines Staates gewählt. Nach einer Wiederwahl im folgenden Jahr konnte er zwischen dem 6. Juni 1844 und dem 4. Juni 1846 in diesem Amt bleiben. In dieser Zeit wurde in New Hampshire ein Eisenbahnausschuss gegründet. Damals begann auch der Aufschwung der Eisenverhüttung in New Hampshire. In seine Amtszeit fiel der Beginn des Mexikanisch-Amerikanischen Kriegs. In Bezug auf das Oregon-Territorium und die Annexion von Texas unterstützte er die Haltung seiner Partei, die hinter der Politik von Präsident James K. Polk stand.
Nach dem Ende seiner Amtszeit wurde er im Jahr 1848 Stadtrat seiner Heimatgemeinde. Danach zog er sich auf seine Farm zurück. Er starb im Juli 1865. John Steele war zweimal verheiratet und hatte insgesamt sechs Kinder.